# Johannes Murmellius
Johannes Murmel (né vers 1480 à Ruremonde; † 2 octobre 1517 à Deventer) est un érudit et humaniste néerlandais qui exerça une certaine influence sur le réformateur Johannes Bugenhagen à ses débuts.

## Biographie
Murmellius étudia auprès d'Alexander Hegius à Deventer et fréquenta à partir de 1496 l’Université de Cologne. Son nom apparaît en 1500 dans les annales de Münster, et en 1504 il est de retour à Cologne pour y recevoir le diplôme de maître ès arts. À Münster, où il s'était signalé par la rédaction de nouveaux manuels d'enseignement et où il défendait les points de vue de l'humanisme naissant, il était devenu professeur au séminaire. La clarté et l'élégance de ses manuels scolaires les maintint longtemps en usage.
Mais les différends qui l'opposaient au recteur le contraignirent à démissionner en 1508 ; il enseigna alors à la Ludgerischule de Münster, mais la confrontation avec les autorités n'en continua pas moins, Murmel prônant l'enseignement du grec dans les écoles. Cette prise de position lui valut l'estime d'une pléiade d'humanistes : Ulrich von Hutten, Hermann von dem Busche, son disciple Johannes Bugenhagen, Georg Spalatin et bien d'autres. Comme la controverse s’enlisait à Münster, Murmel s'établit en 1513 comme recteur de l'école d'Alkmaar. De là, il prit dans une série de pamphlets la défense de Johannes Reuchlin. La mise à sac d'Alkmaar (1517) le chassa à Deventer, où il mourut le 2 octobre 1517 (selon la rumeur, empoisonné par Listrius).

## Œuvres
- Opus de verborum compositione, 1502, 1504
- Cato major,
- Enchiridion scholasticorum,
- Elegiarum moralium libri quattuor,
- Epigrammatum liber,
- Paneggyricus,
- Alcimi Aviti libri sex reccogniti,
- Ciceronis epistolae quaedam selectae,
- Juvenalis tres satirae,
- Versiticatoriae artis rudimenta,
- Pappa puerorum, Cologne, 1513
- Boethii de consolatione philosophiae libri V,
- Scoparius in barbariei propugnatores et osores Humanitatis,